# Nuoto ai campionati europei di nuoto 2024 - Staffetta 4x100 metri misti femminile
La gara della staffetta 4x100 metri misti femminile dei campionati europei di nuoto 2024 si è svolta il 23 giugno 2024 presso il Centro Sportivo Milan Gale Muškatirović di Belgrado.

## Podio
| Pos.    | Nazione   | Atleta |
| ------- | --------- | --- |
| Oro     | Polonia   | Adela Piskorska Dominika Sztandera Paulina Peda Kornelia Fiedkiewicz Laura Bernat Wiktoria Piotrowska Zuzanna Famulok |
| Argento | Ungheria  | Lora Komoróczy Eszter Békési Panna Ugrai Nikolett Pádár Minna Ábrahám                                                 |
| Bronzo  | Danimarca | Schastine Tabor Clara Rybak-Andersen Helena Rosendahl Bach Julie Kepp Jensen Elisabeth Ebbesen                        |

## Record
Prima della manifestazione il record del mondo (RM) e il record dei campionati (RC) erano i seguenti.
|  | 3'50"40 | Stati Uniti   | 28 luglio 2019 Gwangju  |
|  | 3'53"38 | Russia        | 30 luglio 2017 Budapest |
|  | 3'54"01 | Gran Bretagna | 23 maggio 2021 Budapest |

Durante la competizione non sono stati migliorati record.

## Programma
| Data           | Ora   | Turno    |
| -------------- | ----- | -------- |
| 23 giugno 2024 | 10:10 | Batterie |
| 23 giugno 2024 | 19:46 | Finale   |

## Risultati

### Batterie
| Pos. | Batteria | Corsia | Nazione       | Atleta | Tempo        | Note |
| ---- | -------- | ------ | ------------- | --- | ------------ | ---- |
| 1    | 2        | 3      | Ungheria      | Lora Komoróczy (1'01"41) Eszter Békési (1'08"69) Panna Ugrai (58"89) Minna Ábrahám (55"31)                     | 4'04"30      | Q    |
| 2    | 1        | 3      | Polonia       | Laura Bernat (1'02"99) Dominika Sztandera (1'07"91) Wiktoria Piotrowska (58"70) Zuzanna Famulok (54"84)        | 4'04"44      | Q    |
| 3    | 1        | 2      | Grecia        | Theodōra Drakou (1'02"07) Chara Angelaki (1'09"77) Georgia Damasioti (59"36) Maria-Thaleia Drasidou (55"01)    | 4'06"21      | Q    |
| 4    | 2        | 2      | Danimarca     | Schastine Tabor (1'02"27) Clara Rybak-Andersen (1'08"51) Elisabeth Ebbesen (1'00"32) Julie Kepp Jensen (55"21) | 4'06"31      | Q    |
| 5    | 2        | 7      | Svezia        | Hanna Rosvall (1'01"46) Olivia Klint Ipsa (1'08"12) Edith Jernstedt (1'00"39) Hanna Bergman (56"55)            | 4'06"52      | Q    |
| 6    | 2        | 6      | Israele       | Ayla Spitz (1'01"21) Lea Polonsky (1'11"27) Ariel Hayon (59"64) Andrea Murez (54"51)                           | 4'06"63      | Q    |
| 7    | 1        | 4      | Slovenia      | Janja Šegel (1'02"98) Tina Čelik (1'07"95) Hana Sekuti (1'01"85) Tjaša Pintar (56"44)                          | 4'09"22      | Q    |
| 8    | 1        | 5      | Slovacchia    | Tamara Potocká (1'03"03) Andrea Podmaníková (1'10"45) Zora Ripková (1'00"65) Teresa Ivan (56"16)               | 4'10"29      | Q    |
| 9    | 1        | 6      | Serbia        | Katarina Milutinović (1'02"81) Martina Bukvić (1'09"63) Mina Kaljević (1'02"21) Jana Marković (56"64)          | 4'11"29      |      |
| 10   | 1        | 7      | Armenia       | Diana Musayelyan (1'07"25) Varsenik Manucharyan (1'15"98) Yeva Karapetyan (1'05"72) Ani Poghosyan (58"17)      | 4'27"12      |      |
| DSQ  | 2        | 4      | Finlandia     | Fanny Teijonsalo (1'01"58) Kiia Metsäkonkola Ada Hakkarainen Leonie-Sarah Tenzer                               | Squalificate |      |
| DNS  | 2        | 5      | Gran Bretagna | Non partite |              |      |

### Finale
| Pos.    | Corsia | Nazione    | Atleta | Tempo   | Note |
| ------- | ------ | ---------- | --- | ------- | ---- |
| Oro     | 5      | Polonia    | Adela Piskorska (1'00"40) Dominika Sztandera (1'06"07) Paulina Peda (58"15) Kornelia Fiedkiewicz (54"09)         | 3'58"71 |      |
| Argento | 4      | Ungheria   | Lora Komoróczy (1'01"08) Eszter Békési (1'08"49) Panna Ugrai (57"91) Nikolett Pádár (54"02)                      | 4'01"50 |      |
| Bronzo  | 6      | Danimarca  | Schastine Tabor (1'01"97) Clara Rybak-Andersen (1'08"04) Helena Rosendahl Bach (57"82) Julie Kepp Jensen (54"20) | 4'02"03 |      |
| 4       | 2      | Svezia     | Hanna Rosvall (1'01"24) Olivia Klint Ipsa (1'08"10) Sara Junevik (57"39) Elvira Mörtstrand (55"54)               | 4'02"27 |      |
| 5       | 7      | Grecia     | Theodōra Drakou (1'02"18) Chara Angelaki (1'09"29) Georgia Damasioti (58"23) Maria-Thaleia Drasidou (55"35)      | 4:05.05 |      |
| 6       | 1      | Israele    | Ayla Spitz (1'01"44) Daria Golovaty (1'13"81) Ariel Hayon (58"54) Andrea Murez (54"68)                           | 4'08"47 |      |
| 7       | 8      | Slovenia   | Janja Šegel (1'03"20) Tina Čelik (1'07"88) Hana Sekuti (1'01"55) Tjaša Pintar (56"22)                            | 4'08"85 |      |
| 8       | 8      | Slovacchia | Tamara Potocká (1'03"29) Andrea Podmaníková (1'09"31) Zora Ripková (1'01"18) Teresa Ivan (55"56)                 | 4'09"34 |      |